# 颶風巴瑞 (2019年)
颶風巴瑞（英語：Hurricane Barry，聯合颱風警報中心編號：02L）是2019年大西洋颶風季中的第2個熱帶氣旋，也是第2個獲命名的風暴，同時也是第1個達到一級颶風等級的熱帶氣旋。巴瑞的前身為一個生成在美國陸地的中尺度對流渦旋，並在陸地上獲得編號。在出海後，它開始緩慢整合，在2019年7月13日成為當年颶風季的第一個颶風。它以巔峰強度登陸路易斯安那州，對當地造成了嚴重影響。

## 氣象歷史
巴瑞的發展可追溯至7月6日在美國中西部形成的中尺度對流渦旋。各數值預報均認為這種系統可能與美國東南部的低壓槽相互作用，從而引發墨西哥灣上空的低壓區形成。CPC在7月5日的兩週預測中首次注意到這種可能。隨後，於7月7日，國家颶風中心強調熱帶氣旋發生的機率很小，並指出最初的系統仍然集中在田納西州內陸，預計天氣系統將進入墨西哥灣北部。在接下來的幾天裡，這個系統向東南方向移動。到了7月8日，國家颶風中心評估熱帶氣旋發展的可能性極高。隨後，於7月9日，這個系統在佛羅里達州東部形成了一個廣闊的低壓區。而到了7月10日，這個廣泛的低壓系統從佛羅里達州進入墨西哥灣東北部，並引發了大範圍的陣雨和雷暴。國家颶風中心預測在兩天內形成熱帶氣旋的可能性很大，並注意到了有利的環境條件以及廣泛的對流和雷暴。
受到美國中西部地區高壓脊的影響，天氣系統向西南偏西移動。到了7月10日，國家颶風中心針對這個天氣系統發布了一份報告，稱其為“潛在熱帶氣旋02L”，原因是它有可能在幾天內對美國產生熱帶風暴風。當時，低壓區受到風切變的影響，預計風力將減弱。國家颶風中心描述了大氣條件，包括超過30度的水溫，將其稱為“理想的強化”。據颶風獵人的報導，於7月11日15:00 UTC，國家颶風中心將這個系統升級為熱帶風暴，並命名為“巴瑞”(Barry)，同時它位於密西西比三角洲東南約95英里。隨著時間的推移，風暴的對流組織形成了一個大型的雨帶，而在發展的早期階段，附近出現了小型的雷暴。儘管風暴的結構不對稱，但這並未阻礙巴瑞的逐漸增強。
7月13日上午，随着上层气流向各个方向扩展，雷暴逐渐靠近流通中心。根据国家飓风中心的观测结果，巴瑞在当天12:00时达到了一级飓风强度。结论是巴瑞正在生成一小片飓风程度的强风，多普勒雷達風估計75 mph（121 km/h），在尤金島油田上記錄到持續風達72 mph（116 km/h）。同时，风暴达到了其巅峰强度，最低中心氣壓為991毫巴（29.3英寸汞柱）。当天18:00 UTC，巴瑞在路易斯安那州登陆，登陆后强度为1级飓风，随后减弱为热带风暴。这使巴瑞成为史上第四个在7月份登陆路易斯安那州的热带气旋。隔天，巴瑞持续向内陆深入，在7月21日于路易斯安那州西北部减弱为热带低气压。当时，国家飓风中心负责向WPC发布有关风暴的报告。7月15日UTC时间21:00，巴瑞进入阿肯色州北部并进一步退化为残留低气压。在接下来的几天里，巴瑞的残余逐渐向东移动，同时逐渐减弱，WPC于7月17日21:00 UTC发布了他们对于风暴的最终报告。7月19日，巴瑞的残余被新泽西海岸的一个温带气旋吸收。